# Philippe Bonnardel
Pour les articles homonymes, voir Bonnardel.
| - Bonnardel (5e joueur debout) et le Red Star en 1920. |

Philippe Bonnardel, né le 28 juillet 1899 dans le 19e arrondissement de Paris, ville où il est mort le 17 février 1953 dans le 20e arrondissement, est un footballeur international français évoluant poste d'intérieur (milieu de terrain) durant les années 1920, année où il est déjà demi-finaliste des Jeux olympiques avec la sélection nationale.

## Biographie

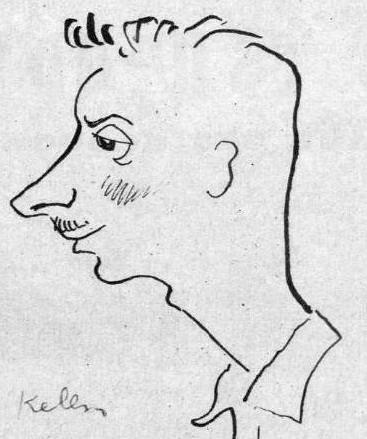
Philippe Bonnardel en 1926.

Il connait 23 sélections en équipe de France : deux à l'époque où il porte les couleurs du Gallia, 20 pendant sa période passée au Red Star et la dernière, en 1927, alors qu'il évolue en club à Quevilly. Il fait partie de l'équipe de France qui bat l'Angleterre en 1921. Il est une fois capitaine des Bleus en 1927 face au Portugal. 
Avec le Red Star, il remporte trois coupes de France en 1921, 1922 et 1923. Il est également finaliste de la Coupe en 1927 avec Quevilly.

## Sources
- Coll., L'intégrale de l'équipe de France de football, Paris, First, 1998, p.409
- Football 1954, guide de L'Équipe, p.105